# 呂齮
吕齮，《史记》《汉书》但作南阳守齮，荀悦《汉纪》作吕齮，秦末汉初人物。
前207年六月，刘邦率军在犨县东面与南阳郡守吕齮交战，击败了秦军，曹参、周勃、樊哙都立下了功劳，攻略南阳郡。吕齮败逃，回保郡治宛城。刘邦领兵绕过宛城西进。张良劝刘邦一定要攻下宛城，以免秦军从背后夹击。刘邦于是连夜率军抄小道返回，放倒旗帜，黎明，重重围住宛城。吕齮见状想自杀，他在舍人陈恢斡旋下，七月，吕齮举城投降刘邦，刘邦封他为殷侯，封给陈恢一千户。